# Scrophularia bosniaca
Scrophularia bosniaca är en flenörtsväxtart som beskrevs av Günther von Mannagetta und Lërchenau Beck. Scrophularia bosniaca ingår i släktet flenörter, och familjen flenörtsväxter. Inga underarter finns listade i Catalogue of Life.